# Phoma exigua var. foveata
Variété
Phoma exigua var. foveata est une variété botanique de champignons ascomycètes phytopathogènes qui parasitent de nombreuses espèces de plantes sauvages et cultivées.
Ce champignon est en particulier le principal responsable de la gangrène de la pomme de terre, forme de pourriture sèche qui affecte les tubercules en conservation.

## Synonymes
- Phoma foveata,
- Phoma solanicola f. foveata.